# 溝辺パーキングエリア
溝辺パーキングエリア（みぞべパーキングエリア）は、鹿児島県霧島市溝辺町三縄にある九州自動車道上にあるパーキングエリアである。鹿児島方面は2005年（平成17年）10月1日以降自動販売機のみの営業になった。

## 道路
- E3 九州自動車道

## 施設

### 上り線（熊本方面）
- 駐車場
  - 大型13台
  - 小型24台
- トイレ
  - 男性 大2（和式0・洋式2）・小5
  - 女性 6（和式1・洋式5）
  - 車椅子用 1
- スナック（8:00 - 19:00）
- ショッピング（8:00 - 19:00）
- 自動販売機
- 携帯電話充電器（8:00 - 19:00）

### 下り線（鹿児島方面）
- 駐車場
  - 大型14台
  - 小型22台
- トイレ
  - 男性 大2（和式0・洋式2）・小6
  - 女性 6（和式1・洋式5）
  - 車椅子用 1
- 自動販売機

## 隣
E3 九州自動車道
(23)横川IC - 溝辺PA - (24)溝辺鹿児島空港IC